# Palazzolo Acreide
Palazzolo Acreide (sicilijanski: Palazzolu o Palazzolu Creidi) je grad u Italiji, na otoku i administrativnoj regiji Sicilija, središte istoimene općine u pokrajini Sirakuza. Palazzolo Acreide se nalazi na visoravni Val di Noto planine Iblea, 43 km jugoistočno od Sirakuze.
Barokno središte Palazzolo Acreide je zajedno sa sedam drugih baroknih gradova visoravni Val di Noto, koji su obnovljeni nakon potresa 1693. godine, 2002. godine upisano na UNESCO-ov popis mjesta svjetske baštine u Europi kao primjer "vrhunca i završnog procvata baroka u Europi".

## Povijest
Ovo područje je bilo naseljeno jako rano, još u 11. i 12. stoljeću pr. Kr., i to narodom Sikuli. Grci iz Sirakuze su 664. pr. Kr. na ovom mjestu osnovali grad Akrai i prema Tukididu, grad je bio važan jer je kontrolirao put od obale prema unutrašnjosti. Ovdje su Sirakužani pobijedili Atenjane 413. pr. Kr. God. 263. pr. Kr., poslije punskih ratova, Rimljani grad nazivaju Acrae i dobiva titulu civitas stipendiaria. Grad je prosperirao u ranokršćanstvu, a vjerojatno su ga u 9. stoljeću uništili Arapi. Normani u 12. stoljeću podižu dvorac oko kojega niče Stari grad.
God. 1693. potres je gotovo uništio cijeli grad, a poslije ove katastrofe grad je postupno obnovljen u baroknom planu. Građevine sicilijanskog baroka daju gradu elegantni izgled koji privlači mnogo turista.

## Znamenitosti
Iznad grada nalazi se drevni grad Akrai koji je okružen kamenolomom koji je služio i kao nekropola, te su tu pronađene grabnice iz svih razdoblja povijesti grada. U središtu se nalazi dobro sačuvano kazalište, Odeum (terme) i palača Hiero, podzemni akvadukt. U blizini se nalaze i druge grobnice, u stijenama Monte Pineta i Acrocoro della Torre gdje su pronađeni mnogi sarkofazi s reljefima.
Od baroknih građevina najznamenitije su:
- Crkva sv. Sebastijana (San Sebastian) i Crkva sv. Mihovila (San Michele) su iz 15. stoljeća, i obnovljene u sicilijanskom baroknom stilu 17. stoljeća.
- Barokna Assunta ili Immacolata iz 18. stoljeća ima konkavno-konveksno pročelje i jednobrodni tlocrt bogato ukrašene unutrašnjosti sa skulpturom Gospe ranorenesansnog umjetnika Franje Vranjanina iz 1471. godine.
- Župna Crkva (Chiesa Madre) potječe iz 1215. godine, ali je obnovljena u baroknom stilu u 17. stoljeću, te ima neoklasicističko pročelje i pod od višebojnog mramora.
- Špilja sv. Konrada (Grotto de San Corrado) je malena crkva na litici, izgrađena na mjestu gdje se povukao pustinjak Corrado Canfalonieri u 14. stoljeću.
- Ostale znamenite crkve su: Bazilika sv. Pavla (San Paolo), Gospa od ordenja (Santa Madonna della Medaglia) i Crkva sv. Antuna Padovanskog (Sant'Antonio da Padova) s neo-romaničkim pročeljem.
- Od palača najznamenitija je palača Cappellani u kojoj je sada arheološki muzej, a Kuća arheologa Antonina Uccella (1922. – 1979.) je muzej seoske kulture Sicilije s alatkama, vitrajima, voštanim figurama i dr.[3]

## Vanjske poveznice
- Fotografije i informacije (engl.)
- Galerija fotografija  Arhivirana inačica izvorne stranice od 4. ožujka 2016. (Wayback Machine) (tal.)
- Antičke ruševine Akrai (engl.)

### Ostali projekti
|  | Zajednički poslužitelj ima još gradiva o temi Palazzolo Acreide |